# Urera talbotii
Urera talbotii är en nässelväxtart som beskrevs av Alfred Barton Rendle. Urera talbotii ingår i släktet Urera och familjen nässelväxter. Inga underarter finns listade i Catalogue of Life.